# Triplonchium cylindricum
Triplonchium cylindricum is een rondwormensoort. De wetenschappelijke naam van de soort is voor het eerst geldig gepubliceerd in 1920 door Cobb.